# إدوين بريتشارد
إدوين بريتشارد (بالإنجليزية: Edwin Pritchard)‏ هو منافس ألعاب قوى أمريكي، ولد في 17 مايو 1889، وتوفي في 3 أبريل 1976.

## وصلات خارجية
- إدوين بريتشارد على موقع أوليمبيديا (الإنجليزية)